# CRYGC
CRYGC (англ. Crystallin gamma C) – білок, який кодується однойменним геном, розташованим у людей на короткому плечі 2-ї хромосоми.  Довжина поліпептидного ланцюга білка становить 174 амінокислот, а молекулярна маса — 20 879.
| 10         |  | 20         |  | 30         |  | 40         |  | 50         |
| ---------- |  | ---------- |  | ---------- |  | ---------- |  | ---------- |
| MGKITFYEDR |  | AFQGRSYETT |  | TDCPNLQPYF |  | SRCNSIRVES |  | GCWMLYERPN |
| YQGQQYLLRR |  | GEYPDYQQWM |  | GLSDSIRSCC |  | LIPQTVSHRL |  | RLYEREDHKG |
| LMMELSEDCP |  | SIQDRFHLSE |  | IRSLHVLEGC |  | WVLYELPNYR |  | GRQYLLRPQE |
| YRRCQDWGAM |  | DAKAGSLRRV |  | VDLY       |  |            |  |            |

A: Аланін

C: Цистеїн

D: Аспарагінова кислота

E: Глутамінова кислота

F: Фенілаланін

G: Гліцин

H: Гістидин

I: Ізолейцин

K: Лізин

L: Лейцин

M: Метіонін

N: Аспарагін

P: Пролін

Q: Глутамін

R: Аргінін

S: Серин

T: Треонін

V: Валін

W: Триптофан

Задіяний у такому біологічному процесі як поліморфізм. 